# Prefectura Shimane
Prefectura Shimane (島根県 Shimane-ken?) este o prefectură în Japonia.

## Geografie

Harta prefecturii Shimane

### Municipii

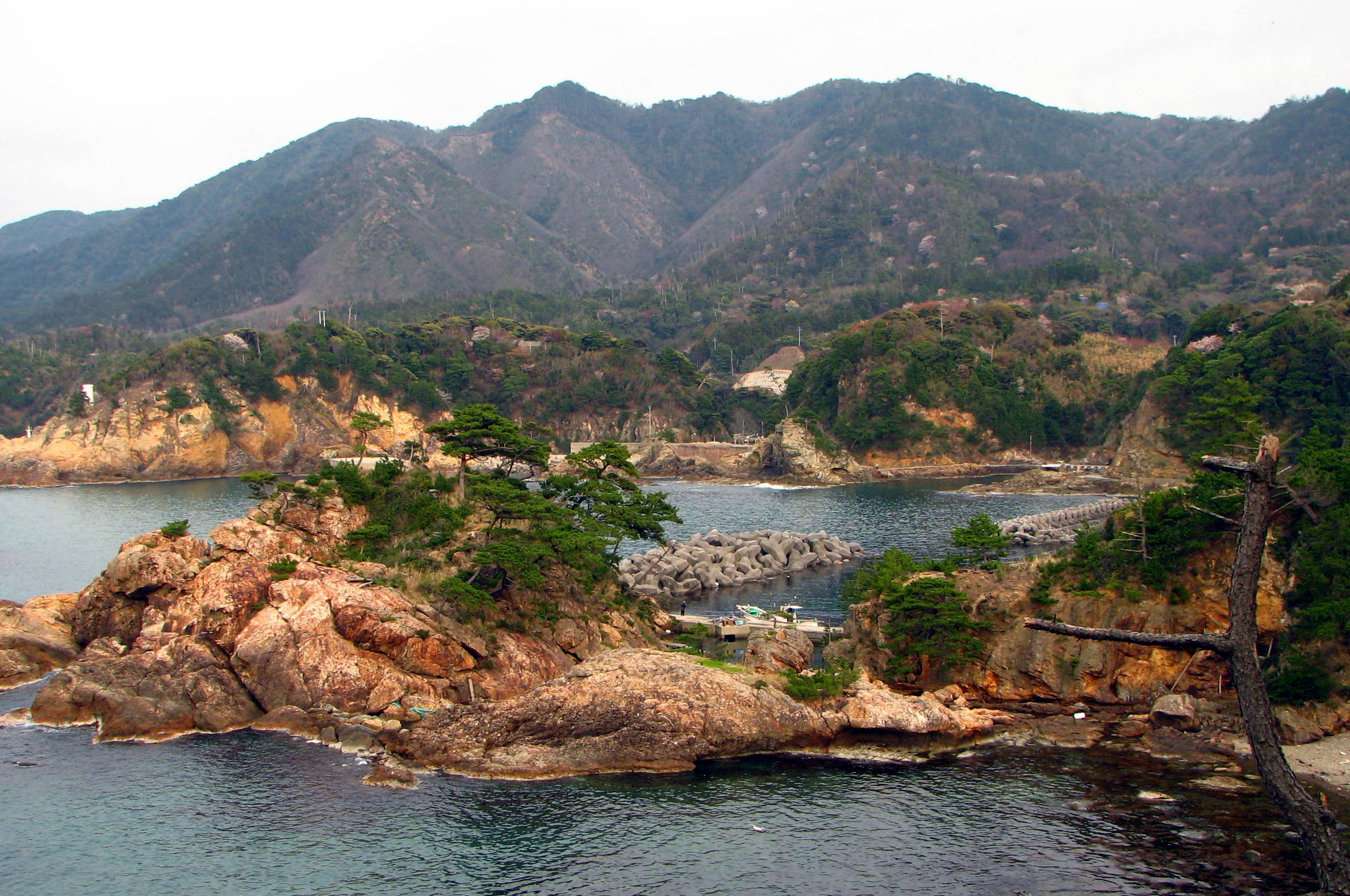
Capul Hinomisaki lângă Izumo

Prefectura cuprinde 8 localități cu statut de municipiu (市):
| - Gōtsu - Hamada - Izumo - Masuda | - Matsue (centrul prefectural) - Ōda - Unnan - Yasugi |